# Культурный ландшафт Леднице-Вальтице
Культу́рный ландша́фт Ле́днице-Ва́льтице (чеш. Lednicko-valtický areál) — ландшафтный комплекс в Чехии, включён в список всемирного наследия ЮНЕСКО. Расположен в районе общин Леднице и Вальтице, что вблизи города Бржецлава Южноморавского края. Вместе с близлежащим биосферным заповедником Палава входит в биосферный заповедник ЮНЕСКО «Нижняя Морава».

## Описание
В XVII—XX веках правящие князья Лихтенштейна превратили свои владения в Южной Моравии в изумительный ландшафт. Он сочетает в себе архитектуру барокко (главным образом работы Иоганна Бернхарда Фишера фон Эрлаха), классический и неоготический стили (замки Леднице и Вальтице), а также романтический английский сельский пейзаж. Это один из самых обширных в Европе рукотворных ландшафтов, простирающийся на 200 кв. км .

## Фотогалерея

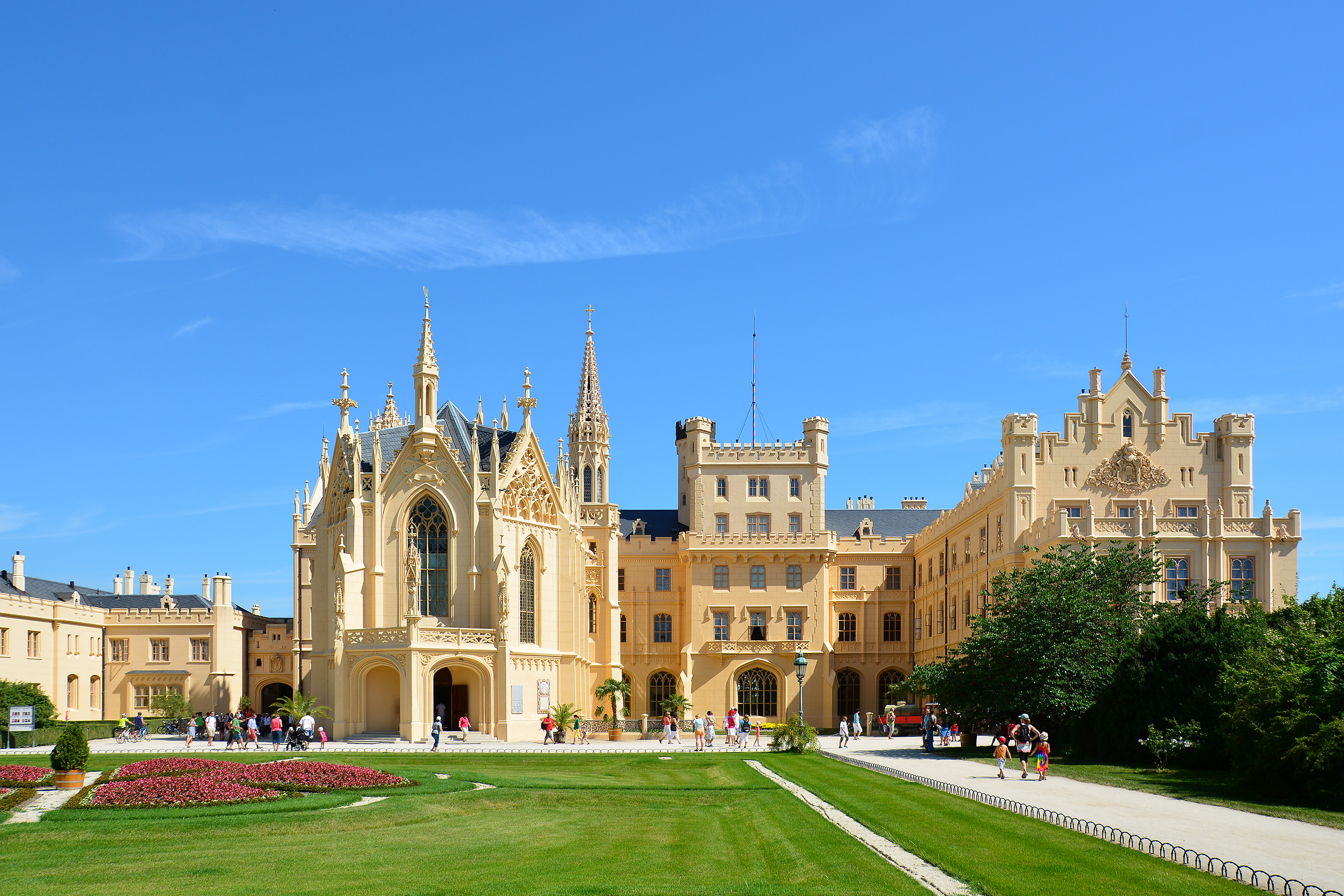
Замок Леднице
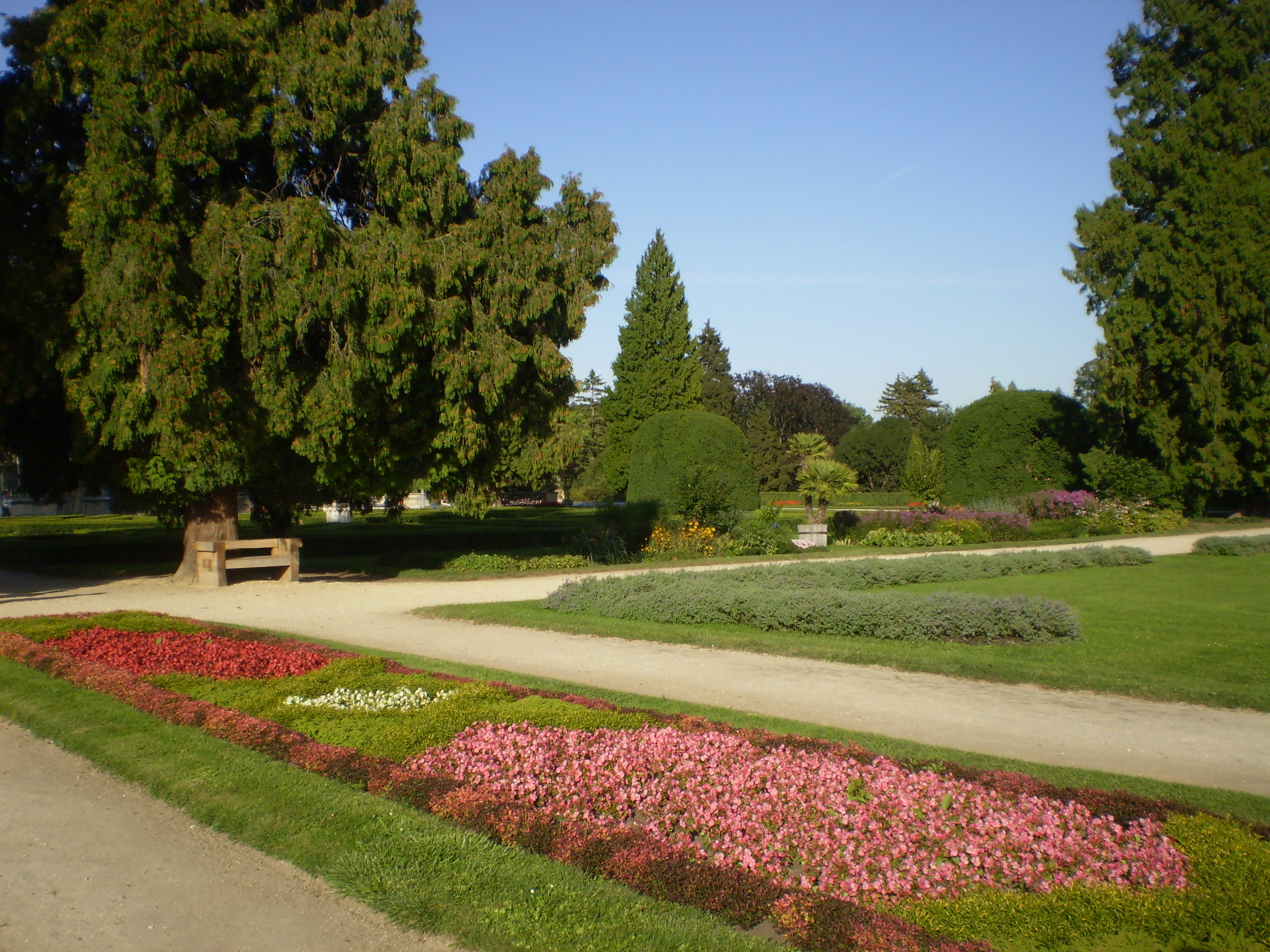
Сады замка Леднице
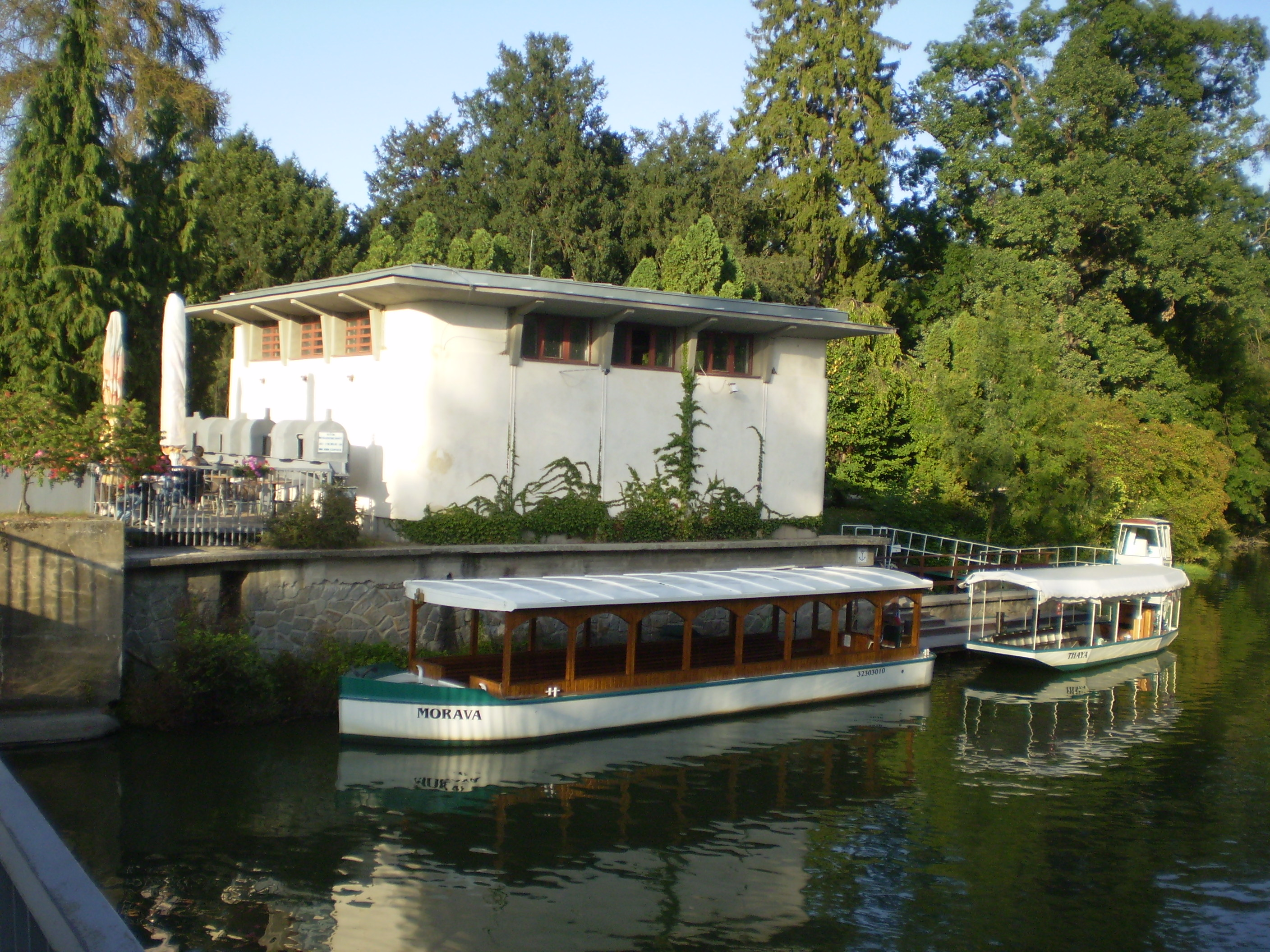
Речной порт в садах замка Леднице
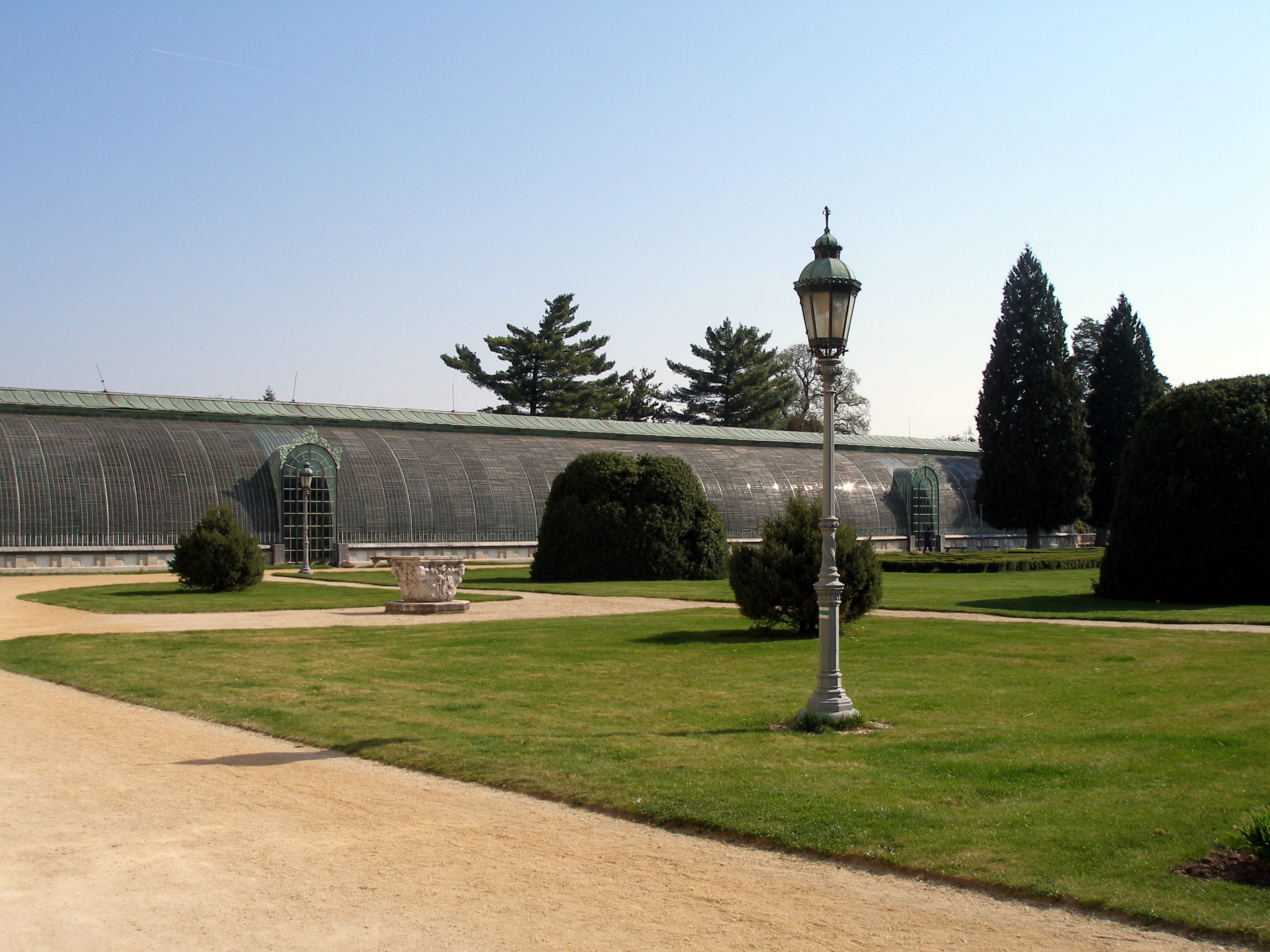
Теплица замка Леднице
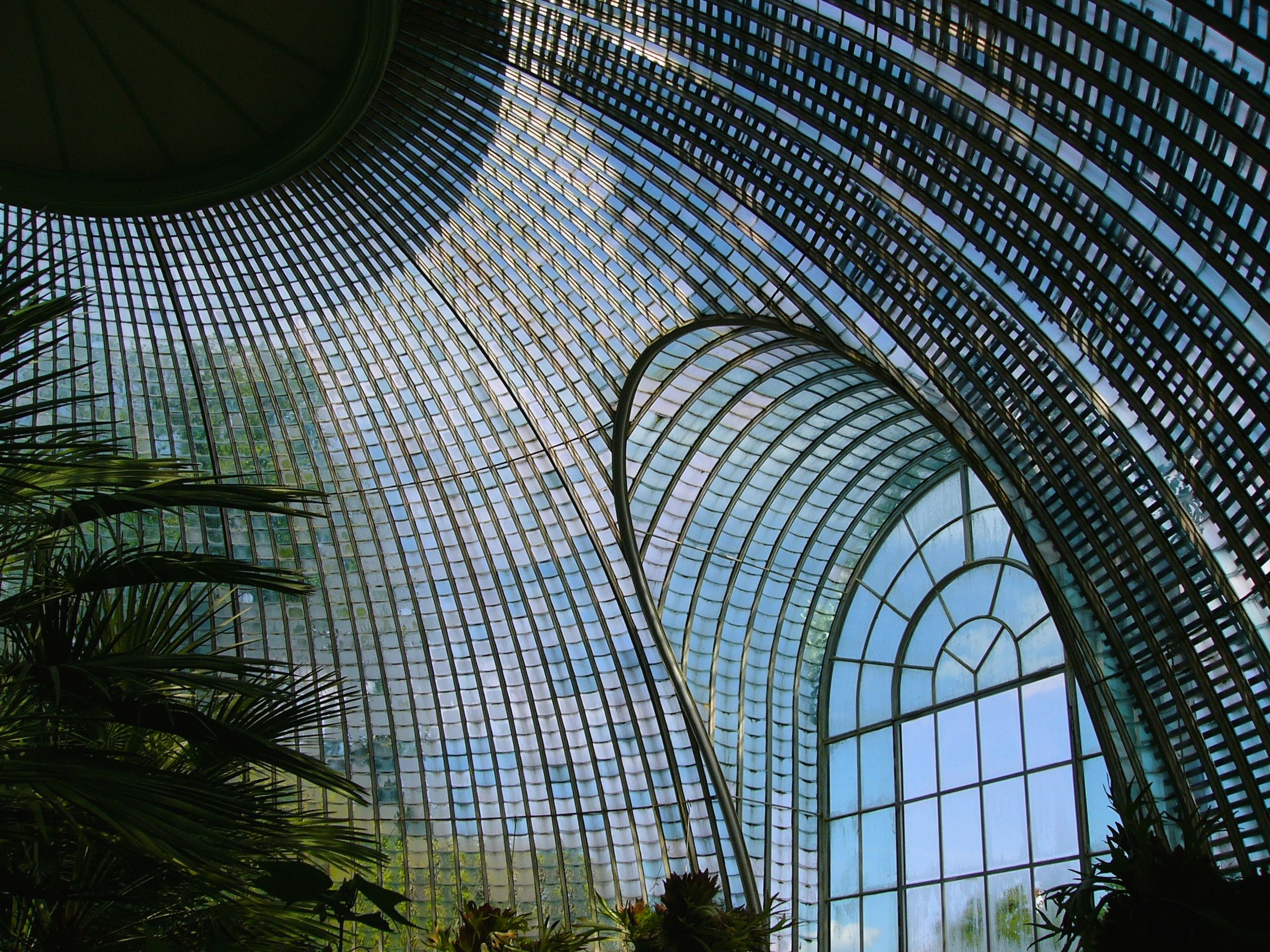
Интерьер теплицы
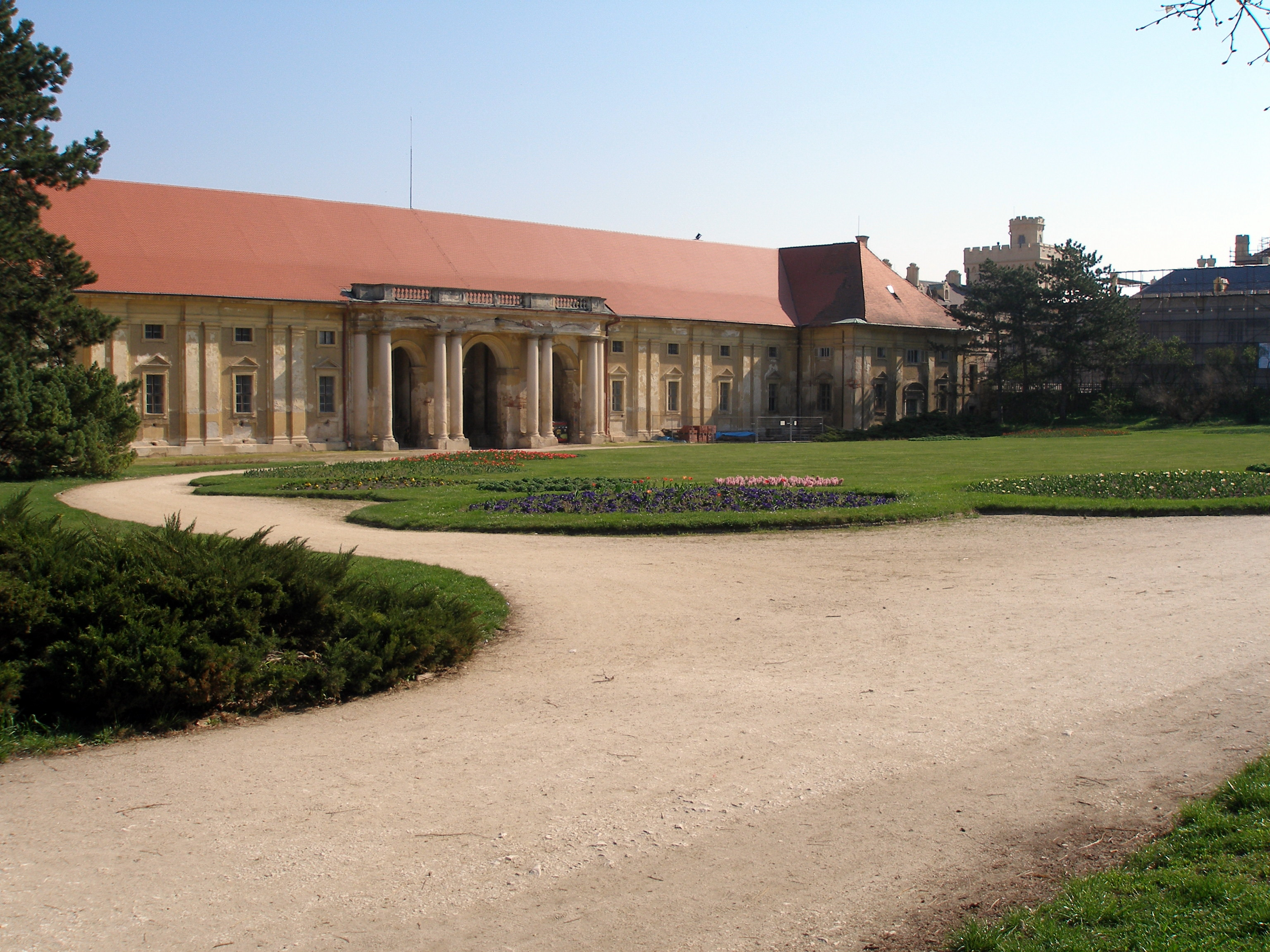
Манеж замка Леднице
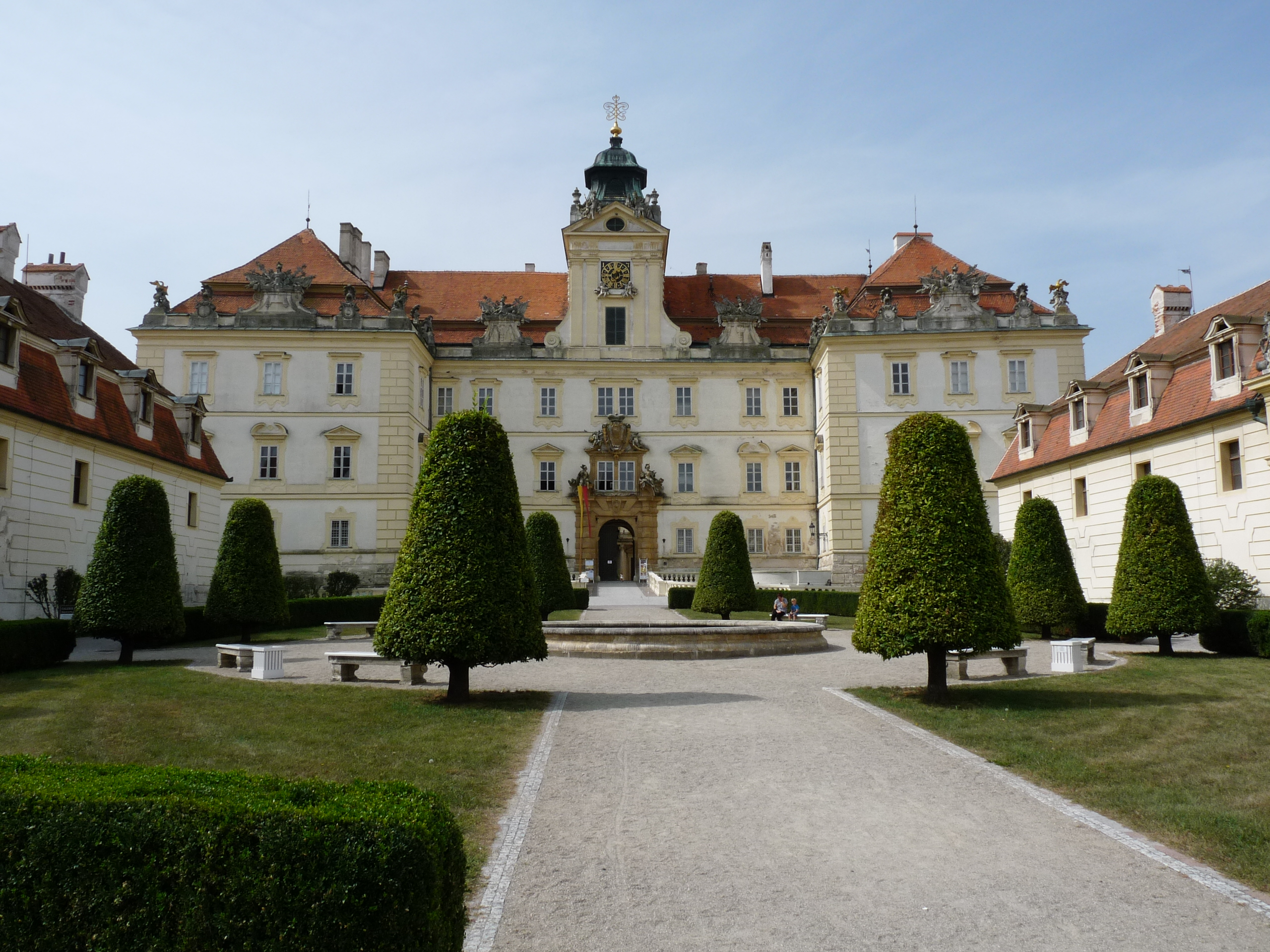
Замок Вальтице
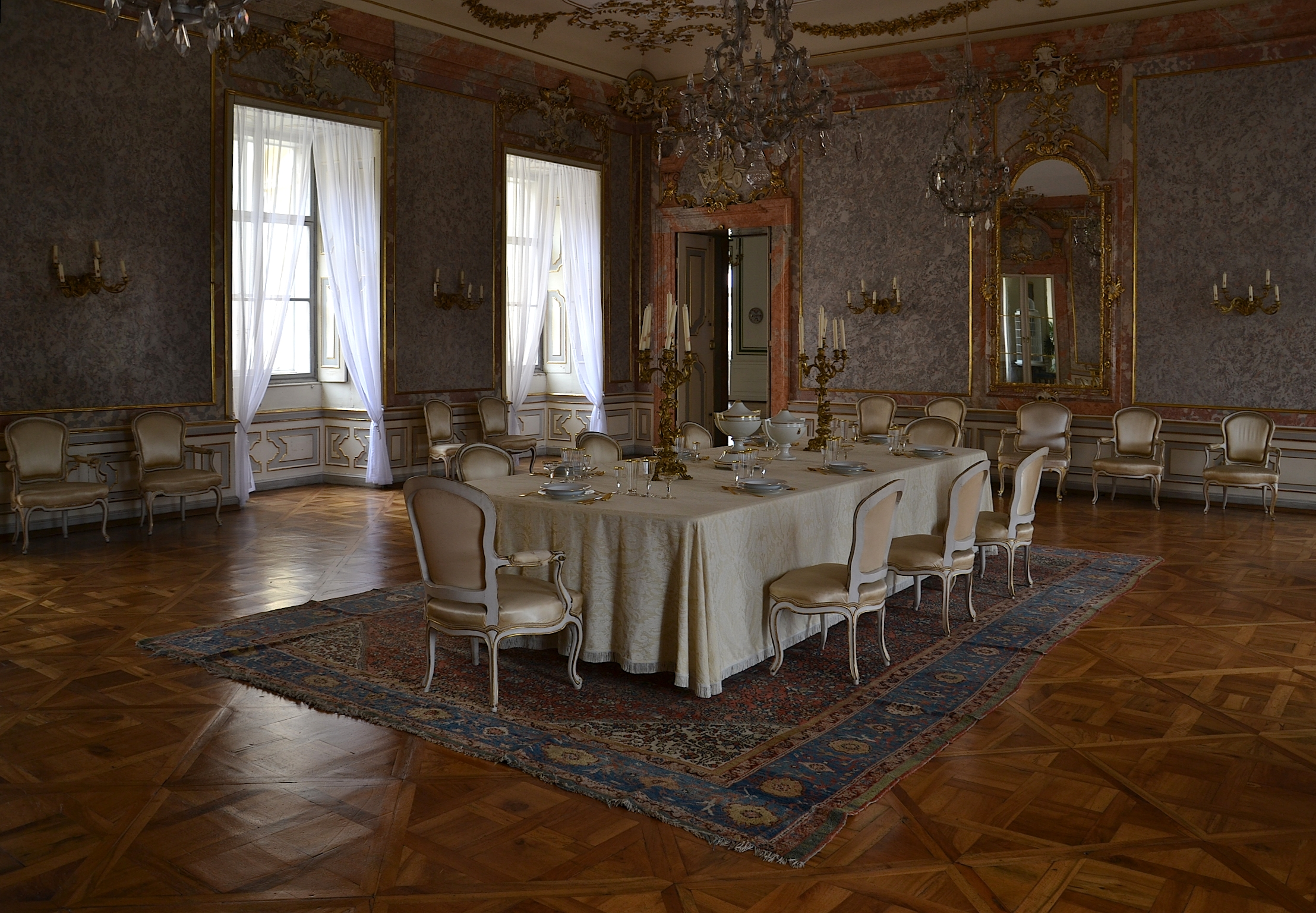
Интерьер замка Вальтице
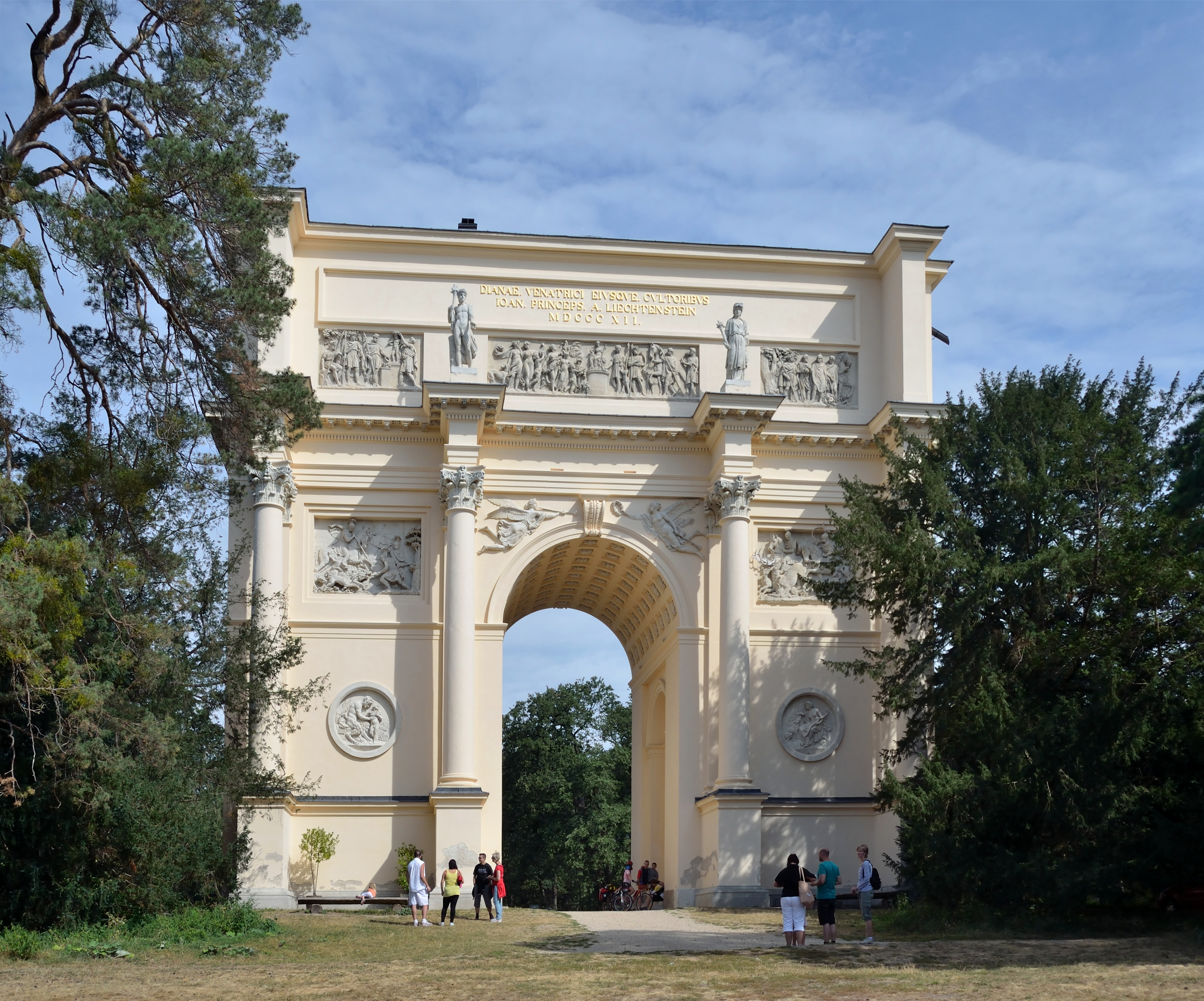
Храм Дианы или Рандеву
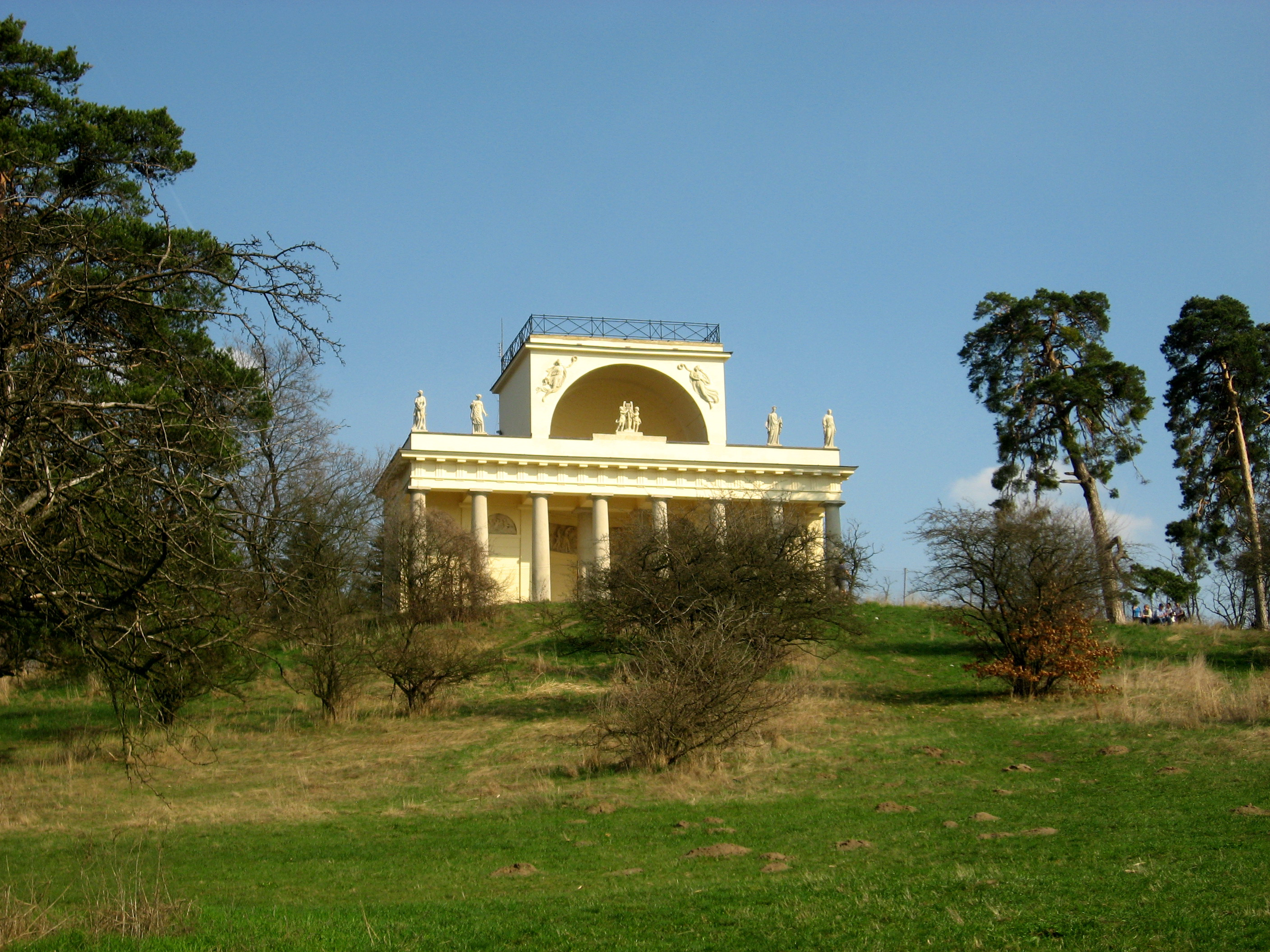
Храм Аполлона
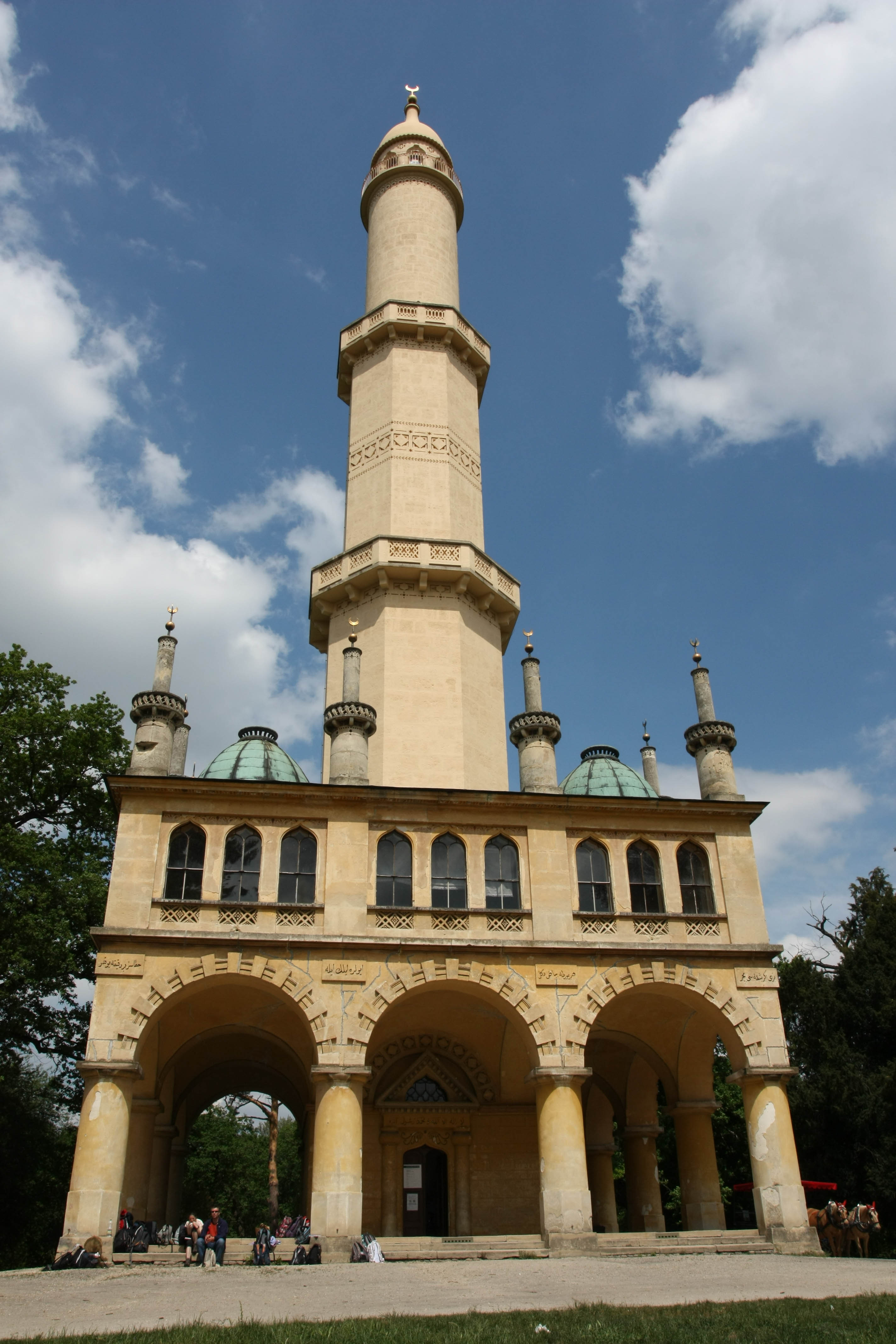
Минарет
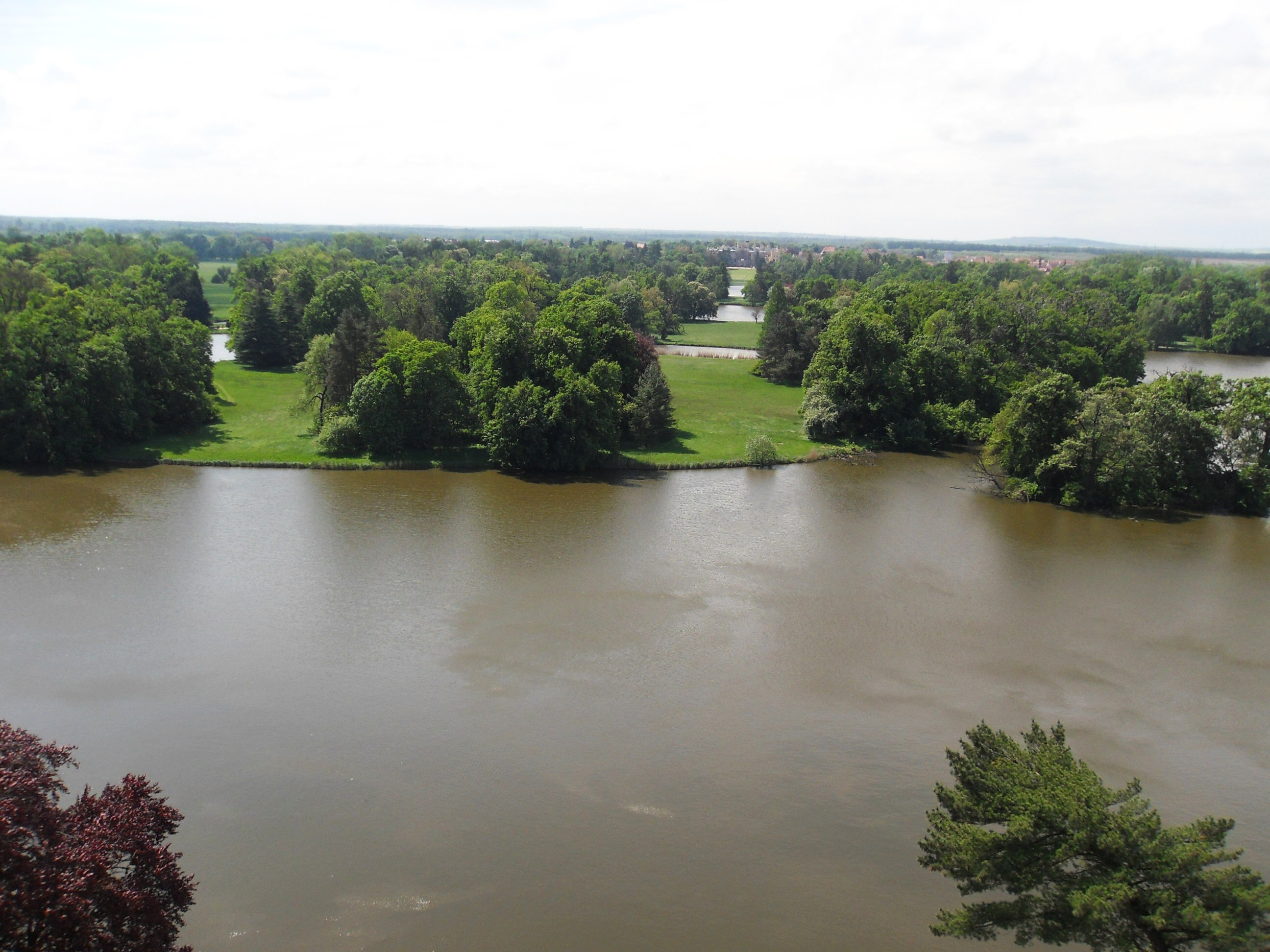
Вид с минарета
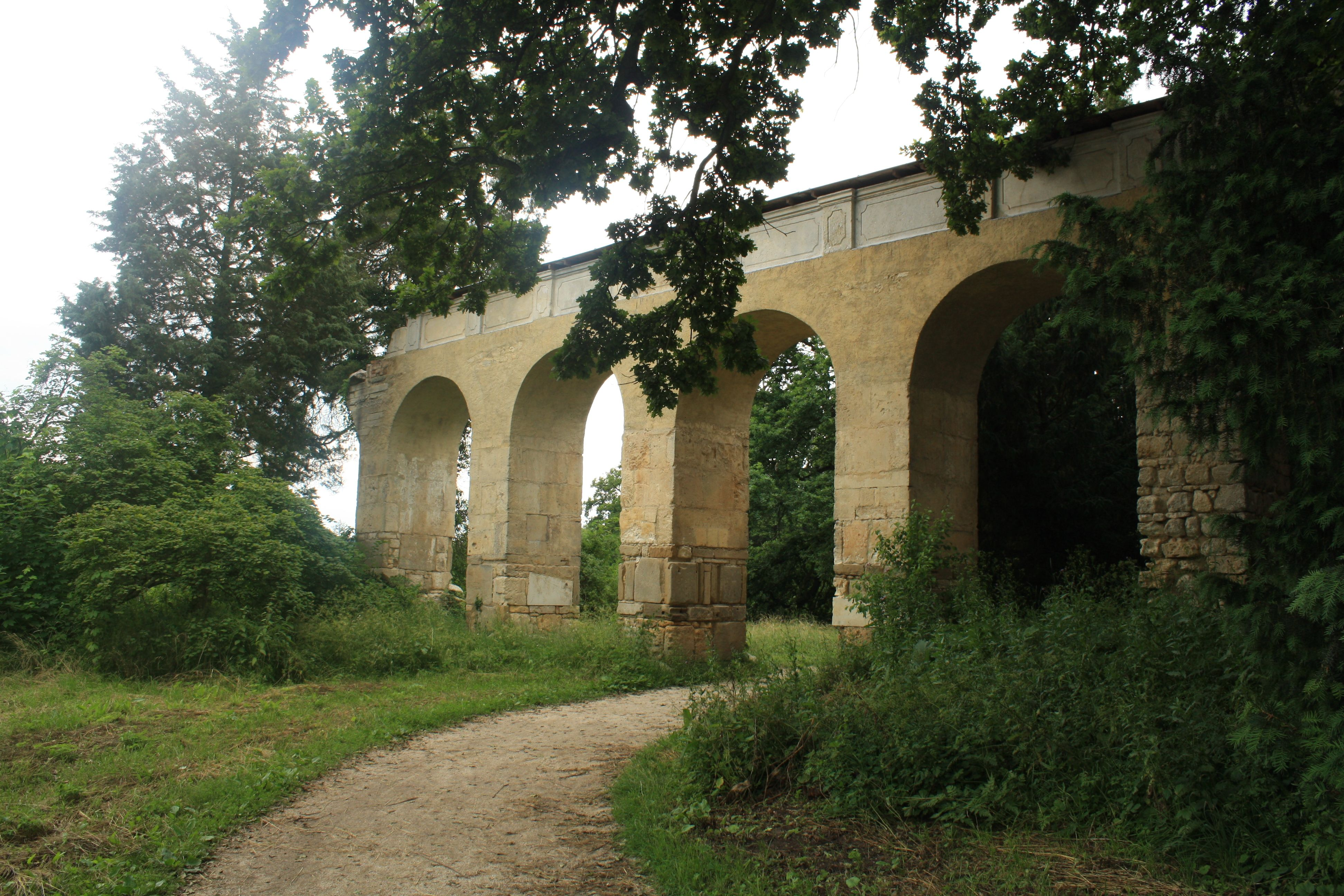
Акведук
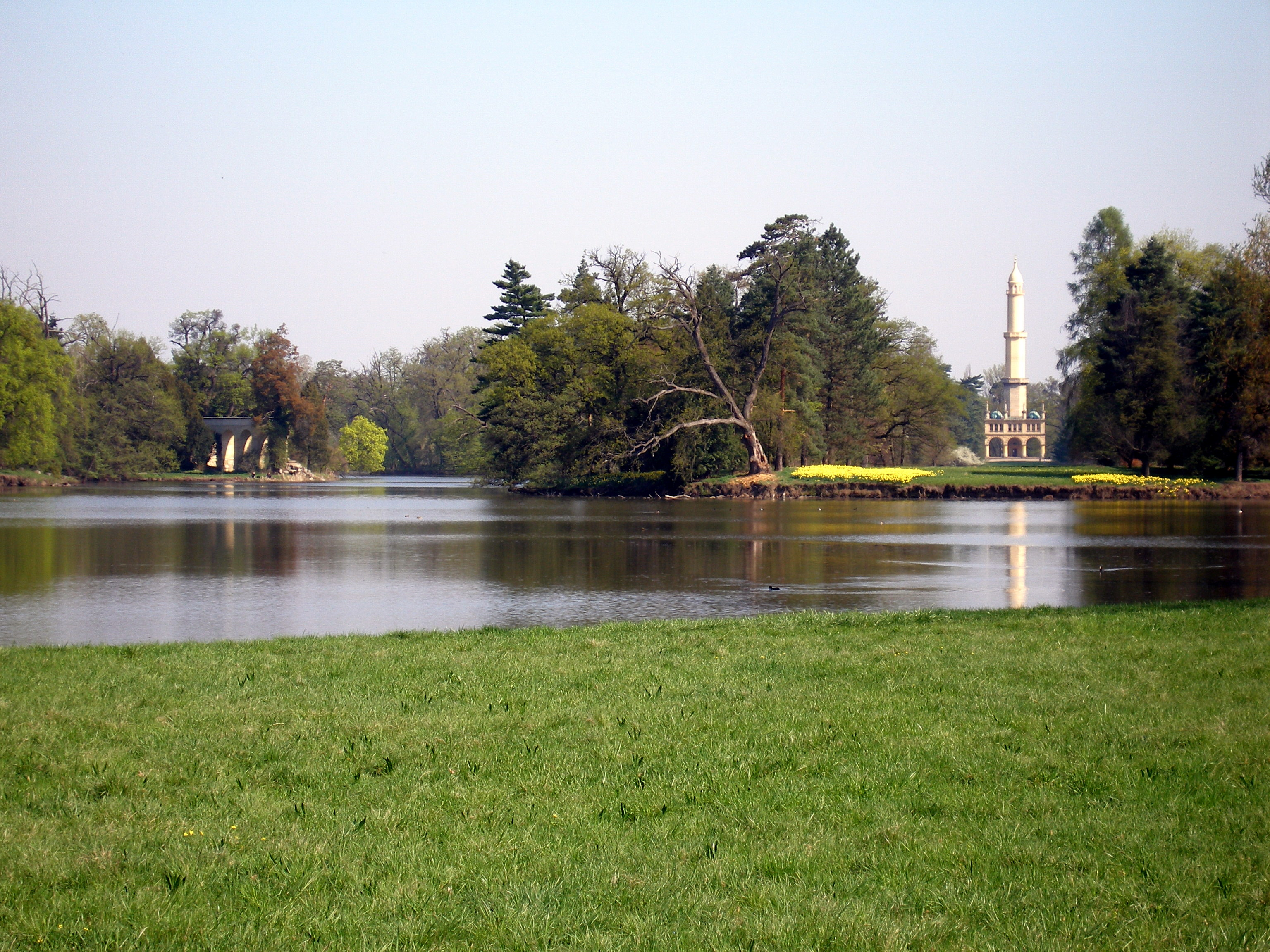
Акведук и минарет
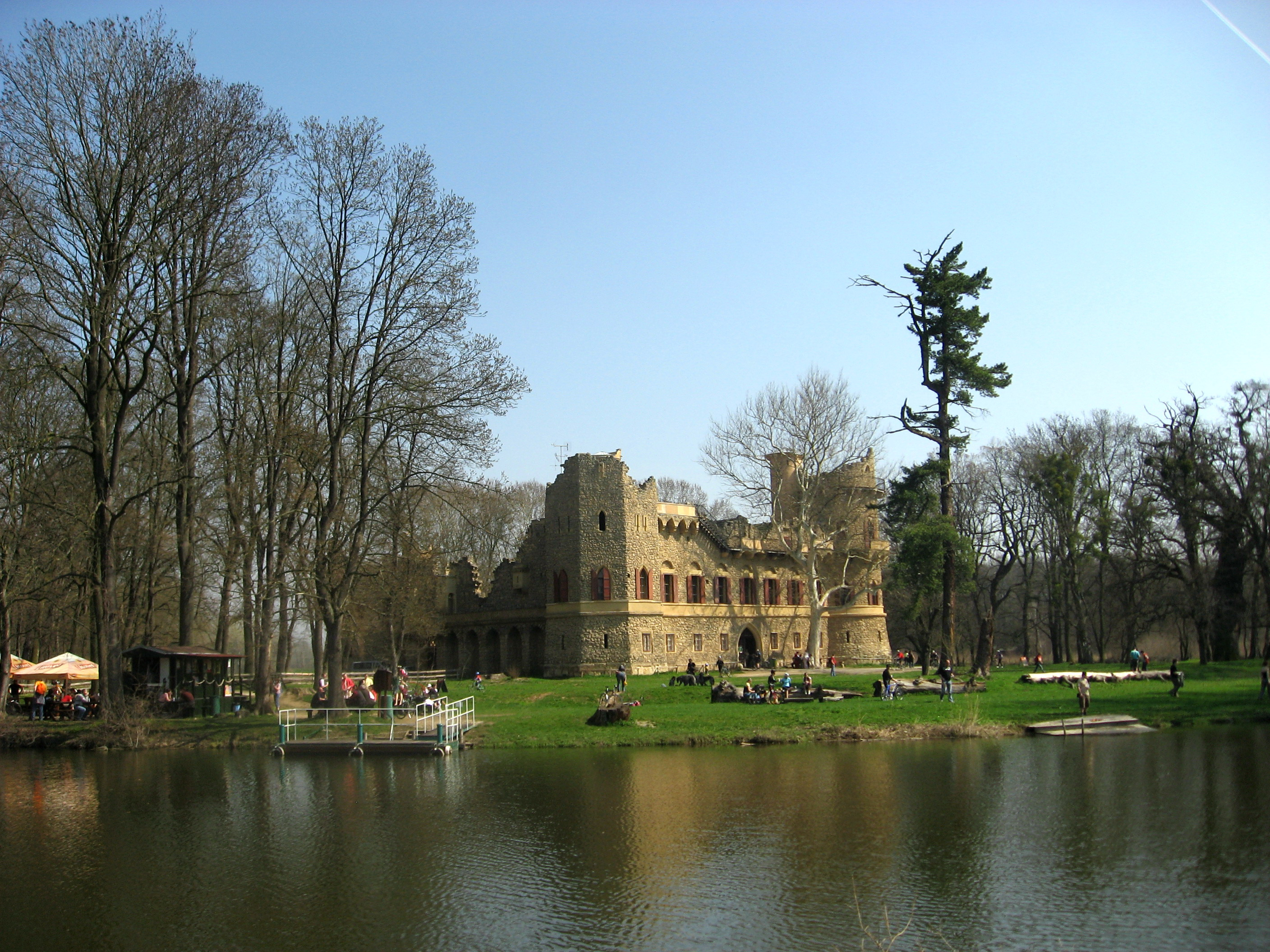
Замок Яна, или Яноград
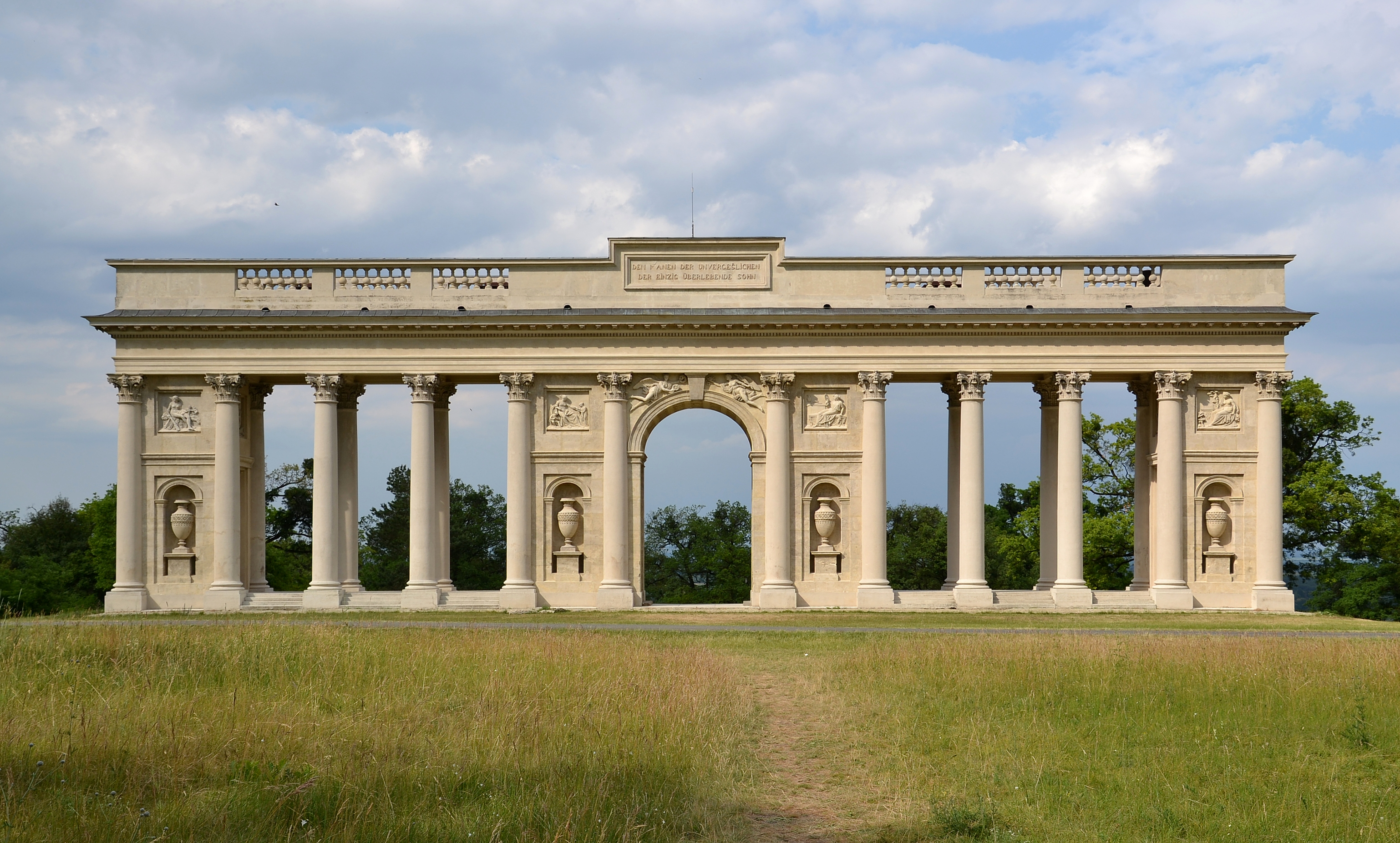
Колоннада на Рейстене (Райстне)
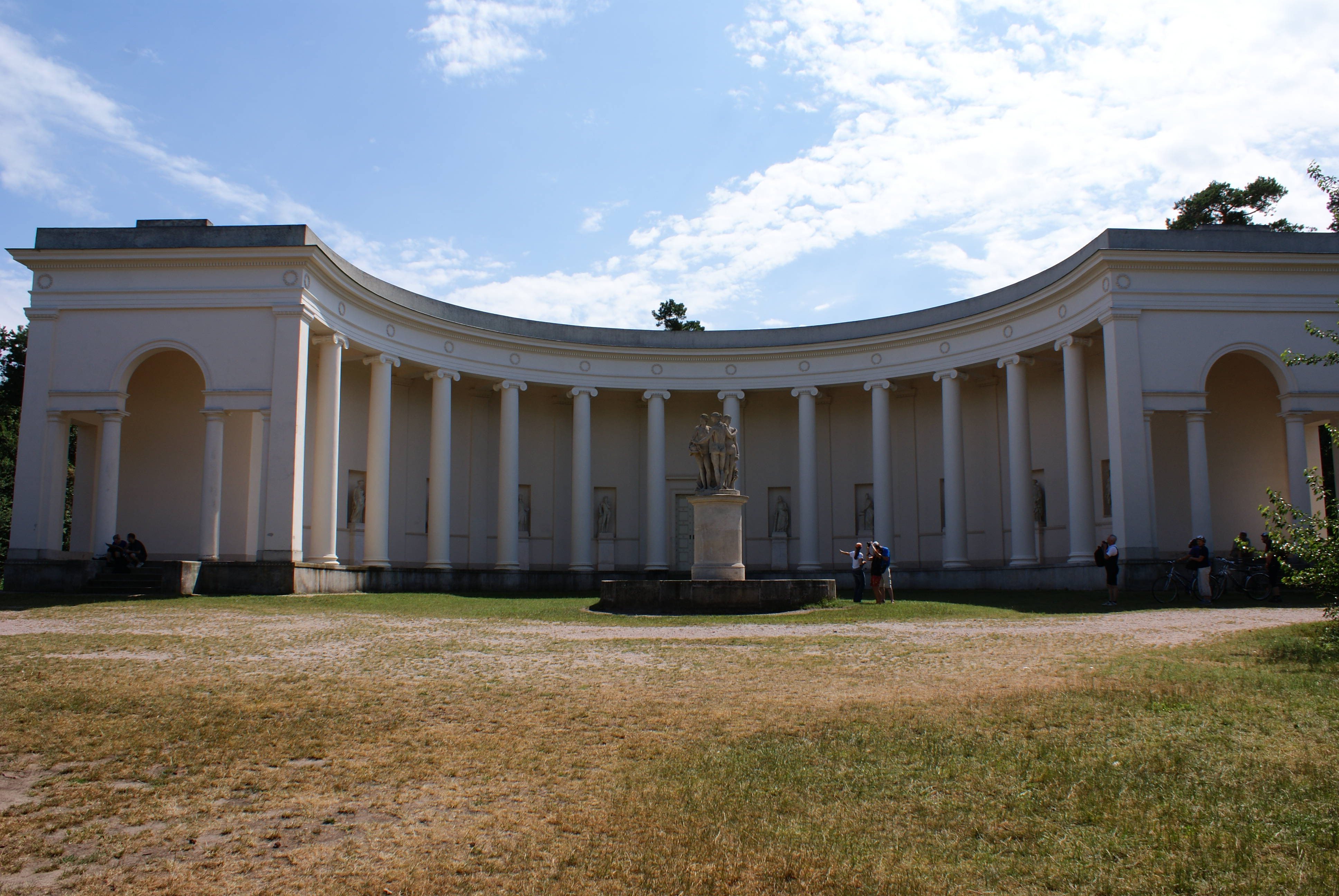
Три Грации
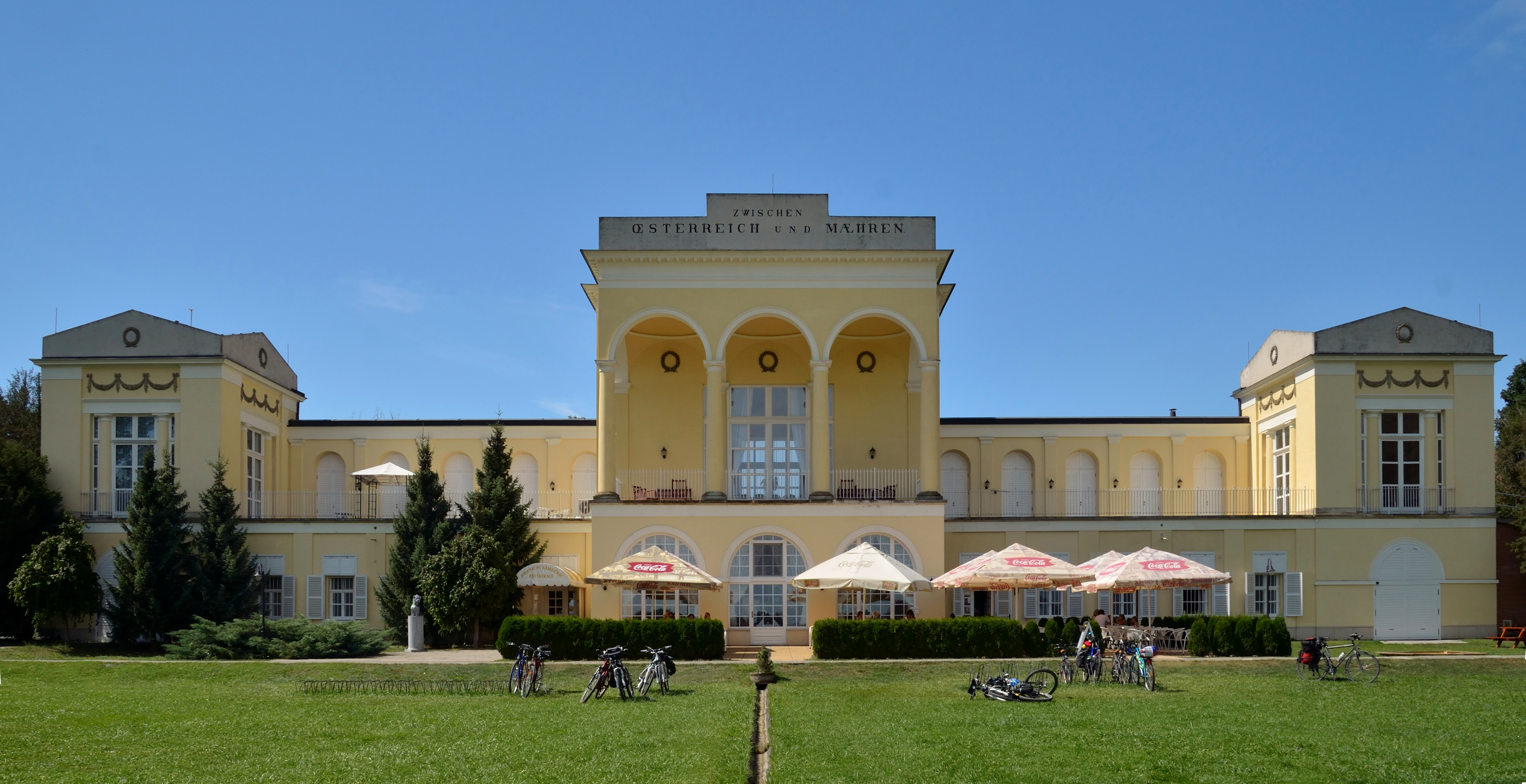
Пограничный замок
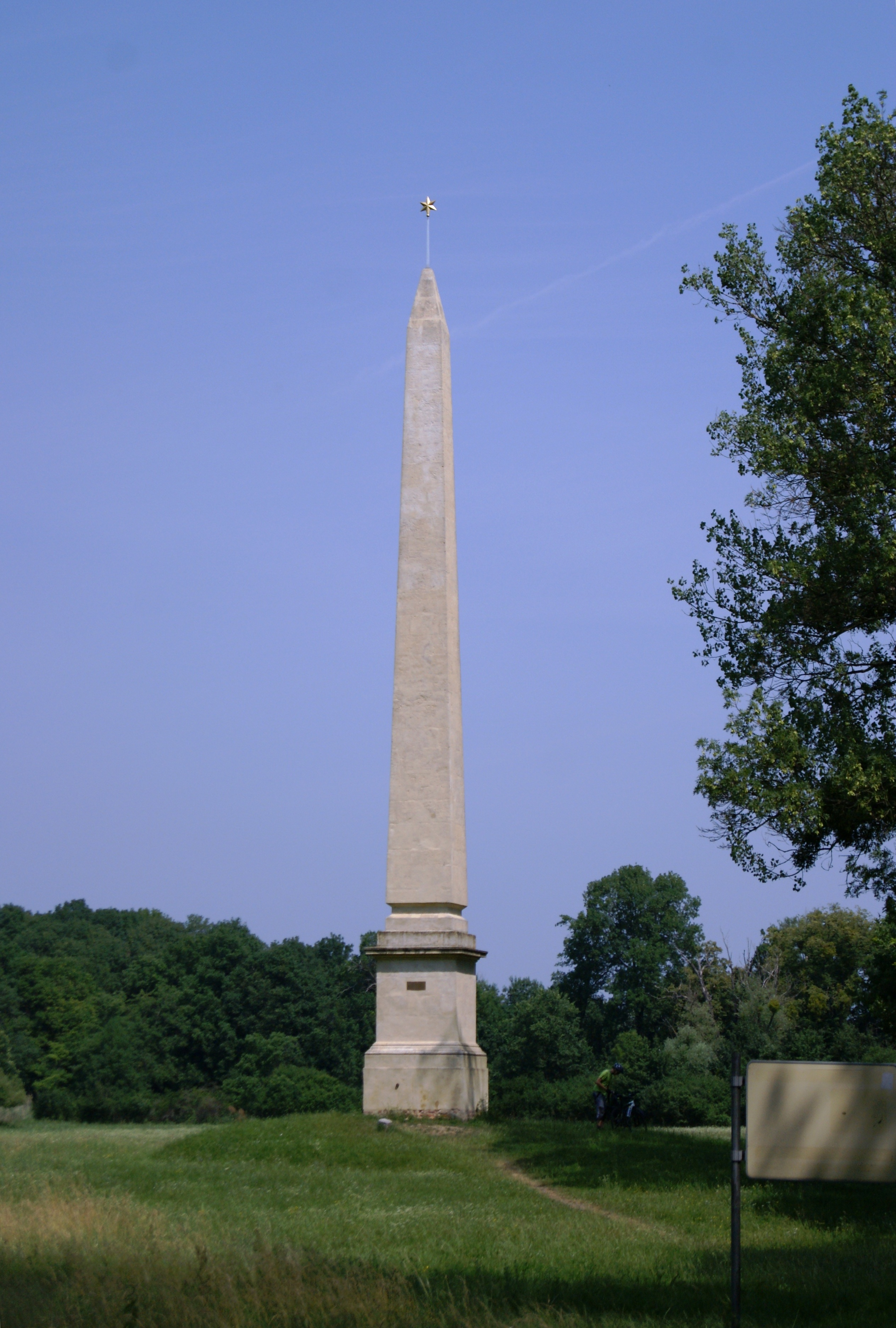
Обелиск
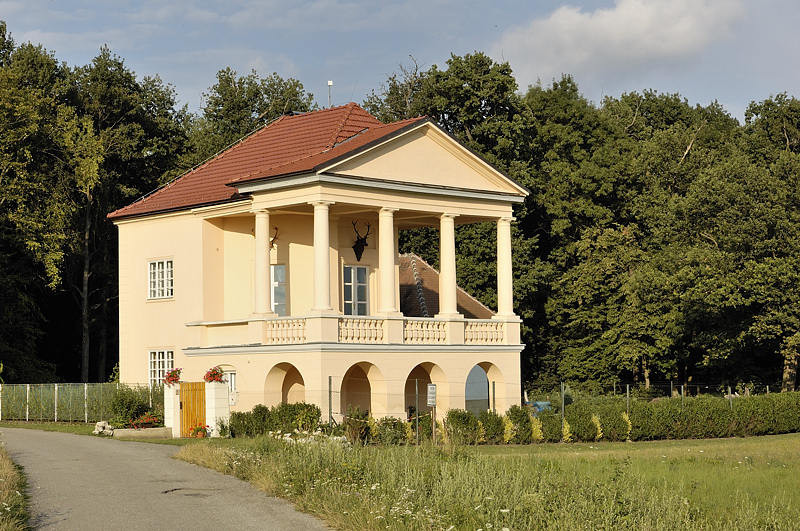
Охотничий замок
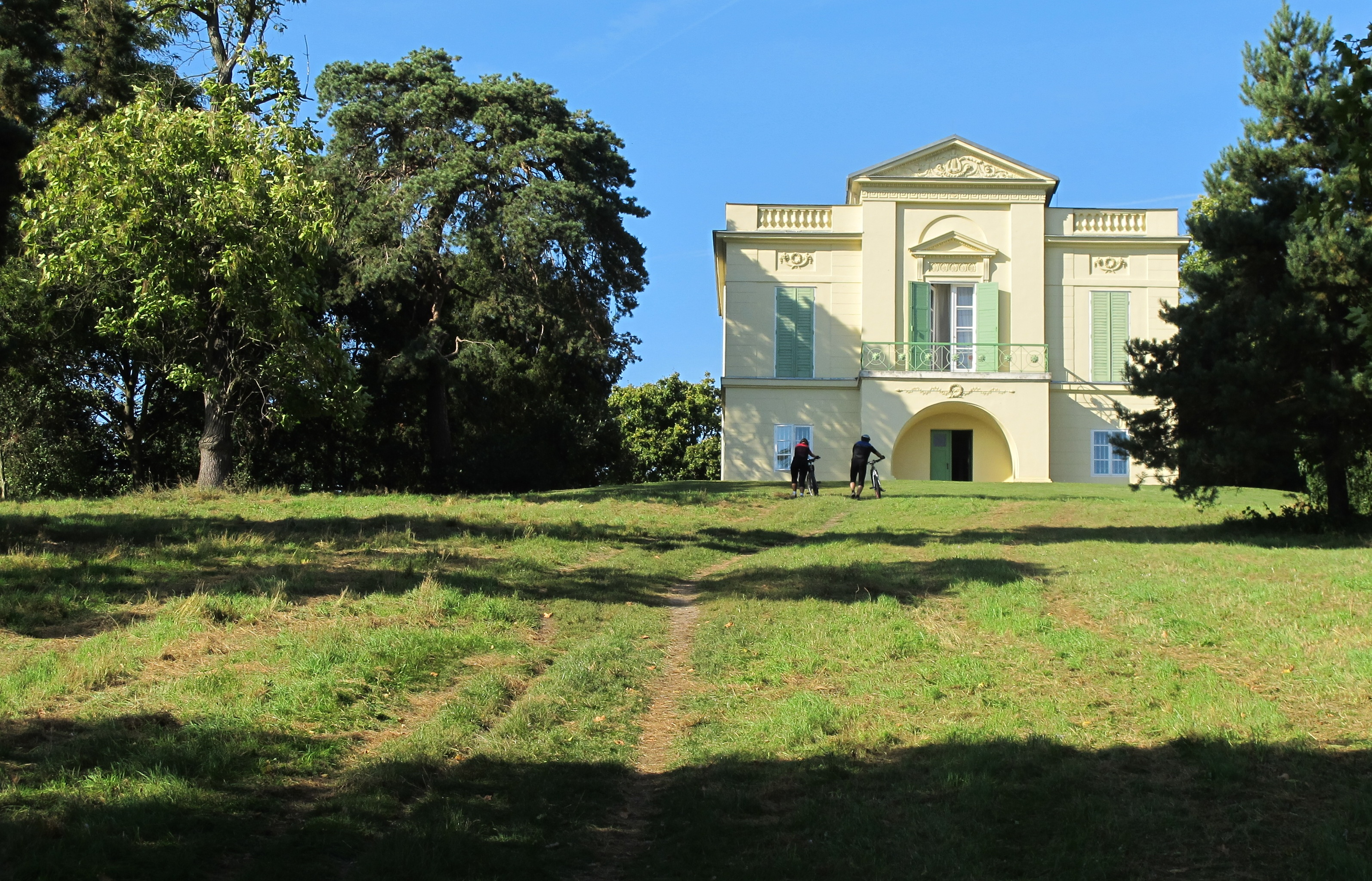
Замок у пруда
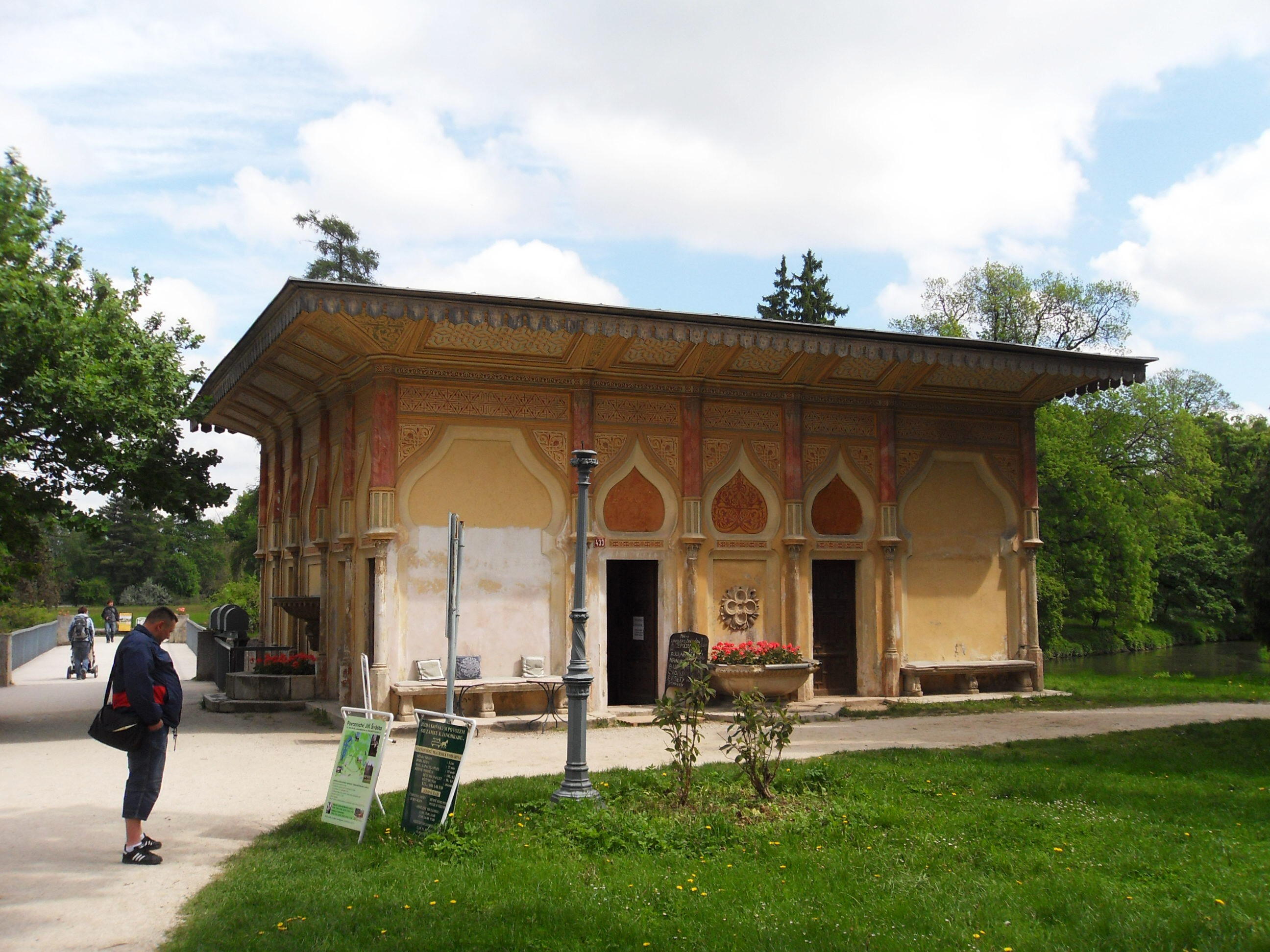
Мавританская водопроводная станция
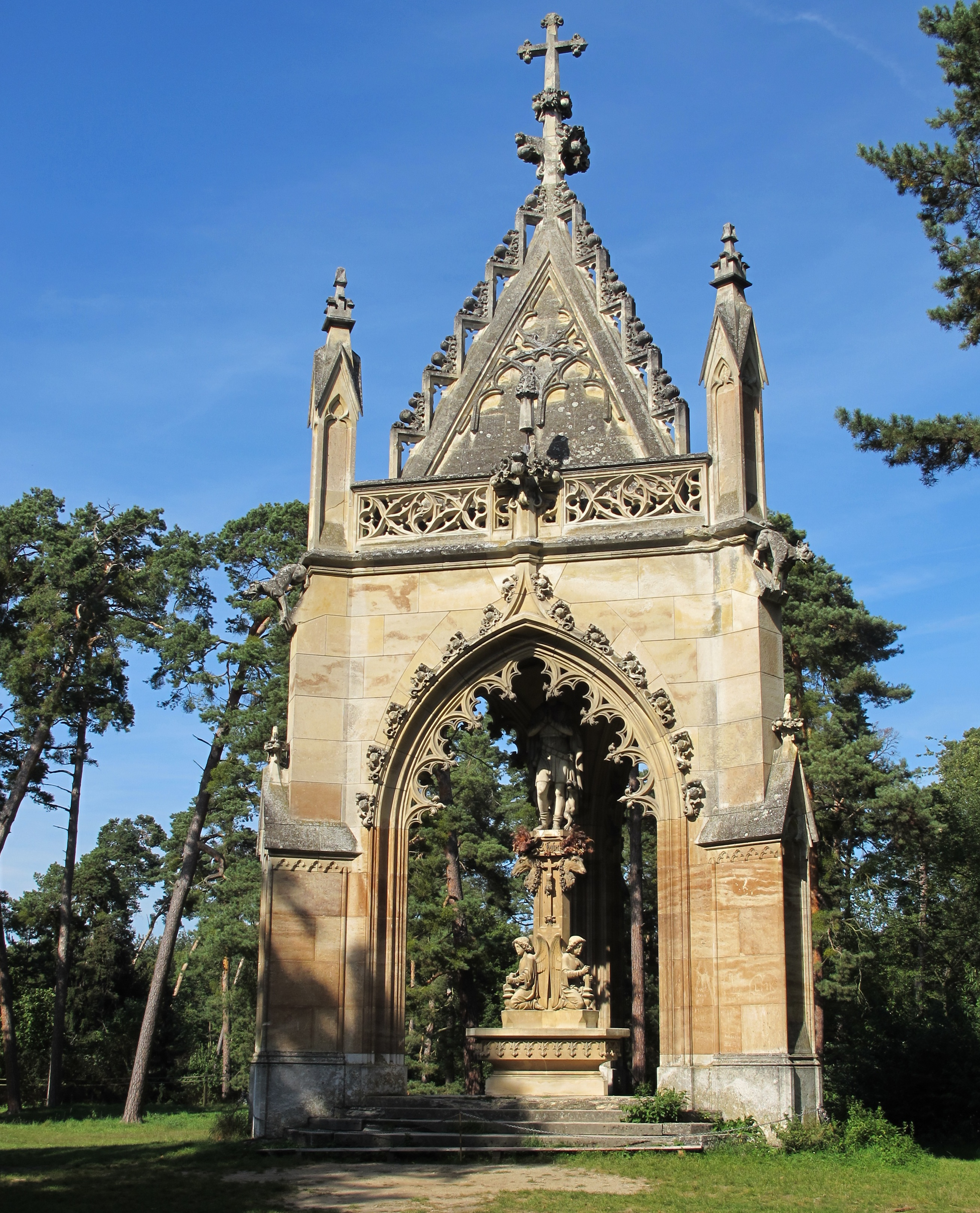
Часовня Святого Губерта